# Сент-Пол-Капистер (город)
Сент-Пол-Капистер (англ. Saint Paul Capisterre) — город в Сент-Китс и Невисе. Административный центр округа Сент-Пол-Капистер.

## География
Находится на севере острова Сент-Китс. Располагается в 28 км к северо-западу от столицы — города Бастер. Высота над уровнем моря — 59 м.

### Климат
По Классификации климатов Кёппена, климат здесь определяется как Aw — тропический климат с сухой зимой и дождливым летом. Температура здесь в среднем 26,2 °C. Среднегодовая норма осадков — 910 мм.